# Церковь Каяани
Церковь Каяани (фин. Kajaanin kirkko) — евангелическо-лютеранский храм в городе Каяани (Финляндия).

## История

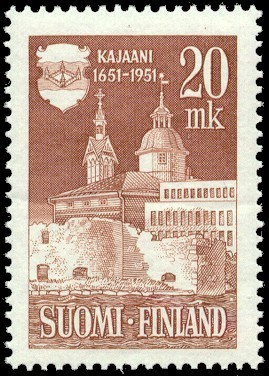
Церковь на марке

Нынешнее здание церкви расположено там же, где была построена первая церковь Каяани в 1656 году. Первая церковь была разрушена русскими войсками в 1716 году одновременно с разрушением замка Каяани в рамках Северной войны между Русским царством и Шведским королевством. Вторая церковь была построена Грелсом Норлингом в 1734-35 годах и служила прихожанам в течение 160 лет. Старая церковь была снесена в 1895 году, но её алтарь был перемещён в нынешнее здание.
Третье здание было построено в 1897 году. Декоративная деревянная церковь была спроектирована архитектором Якобом Аренбергом. Церковь представляет собой неоготическое и считается уникальным памятником конструктивного деревянного зодчества конца XIX века. Это протяжённое здание, которое венчает резная деревянная башня. Внутри здания сохранены несущие конструкции крыши, украшенной гравюрами в английском готическом стиле. Храм может вместить 800 верующих.
В 1942 году в церкви возник пожар от углей печи. Здание было чудом спасено, обгорела только одна стена.
7 июля 1951 года в Финляндии была выпущена специальная почтовая марка номиналом 20 финских марок, посвященная 300-летию города Каяани. На них были изображены замок Каяани (1619-1717), построенный Исаком Расмууспойей на острове Амманкоски в 1604-1619 годах, электростанция Койвукоски, церковь Каяани Якоба Аренберга (1896) и башни ратуши Каяани, спроектированные Энгелем.

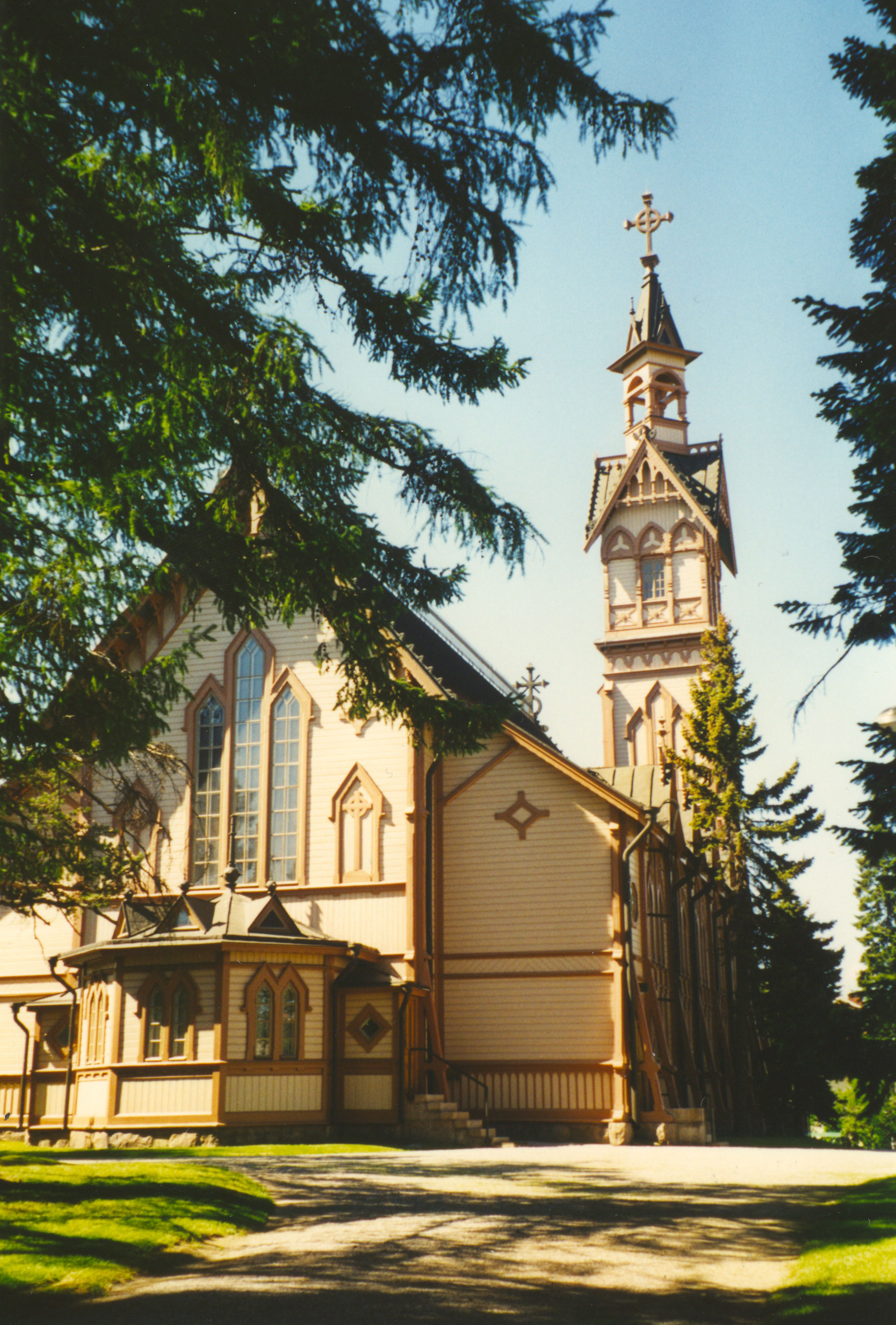
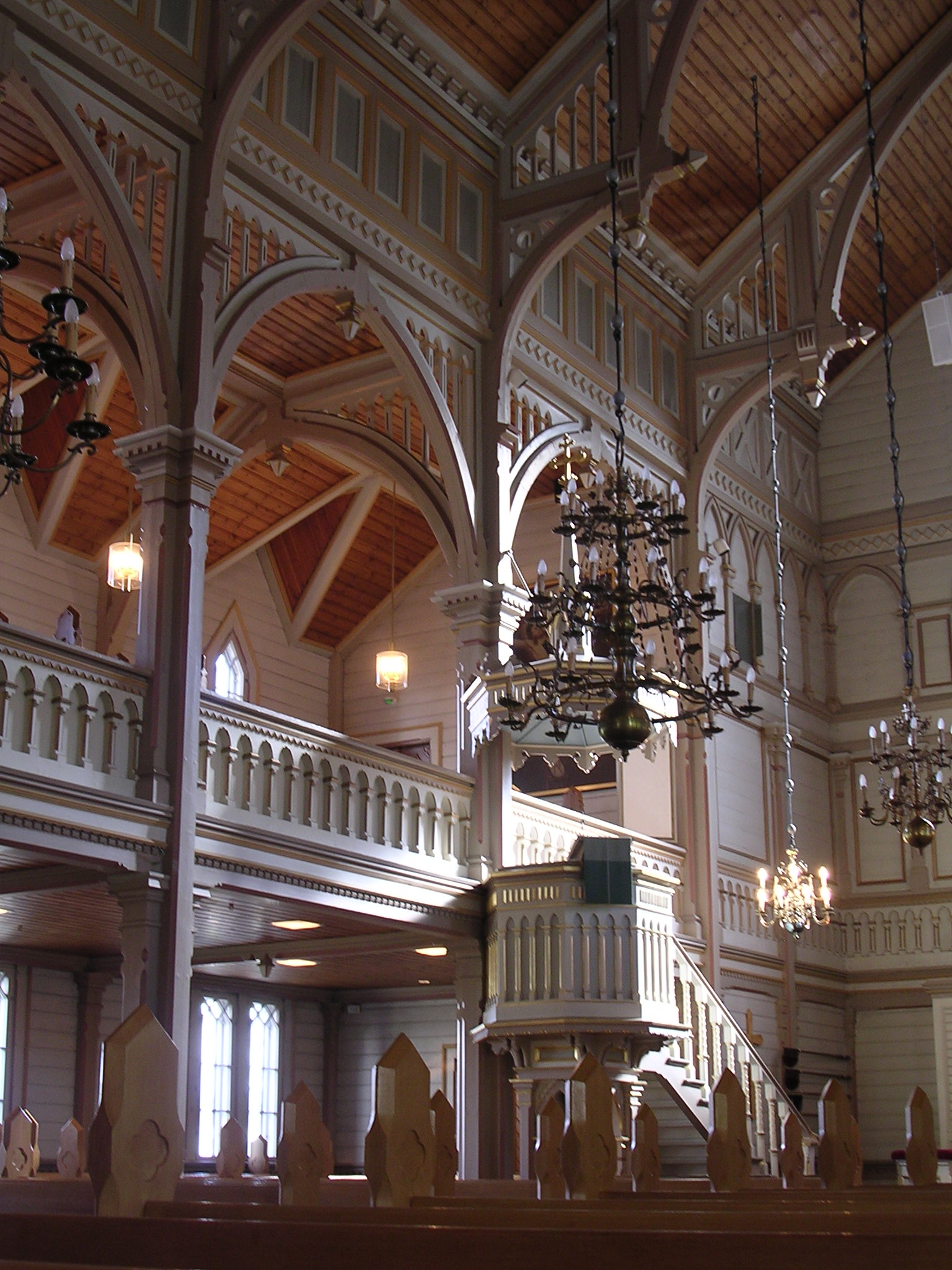
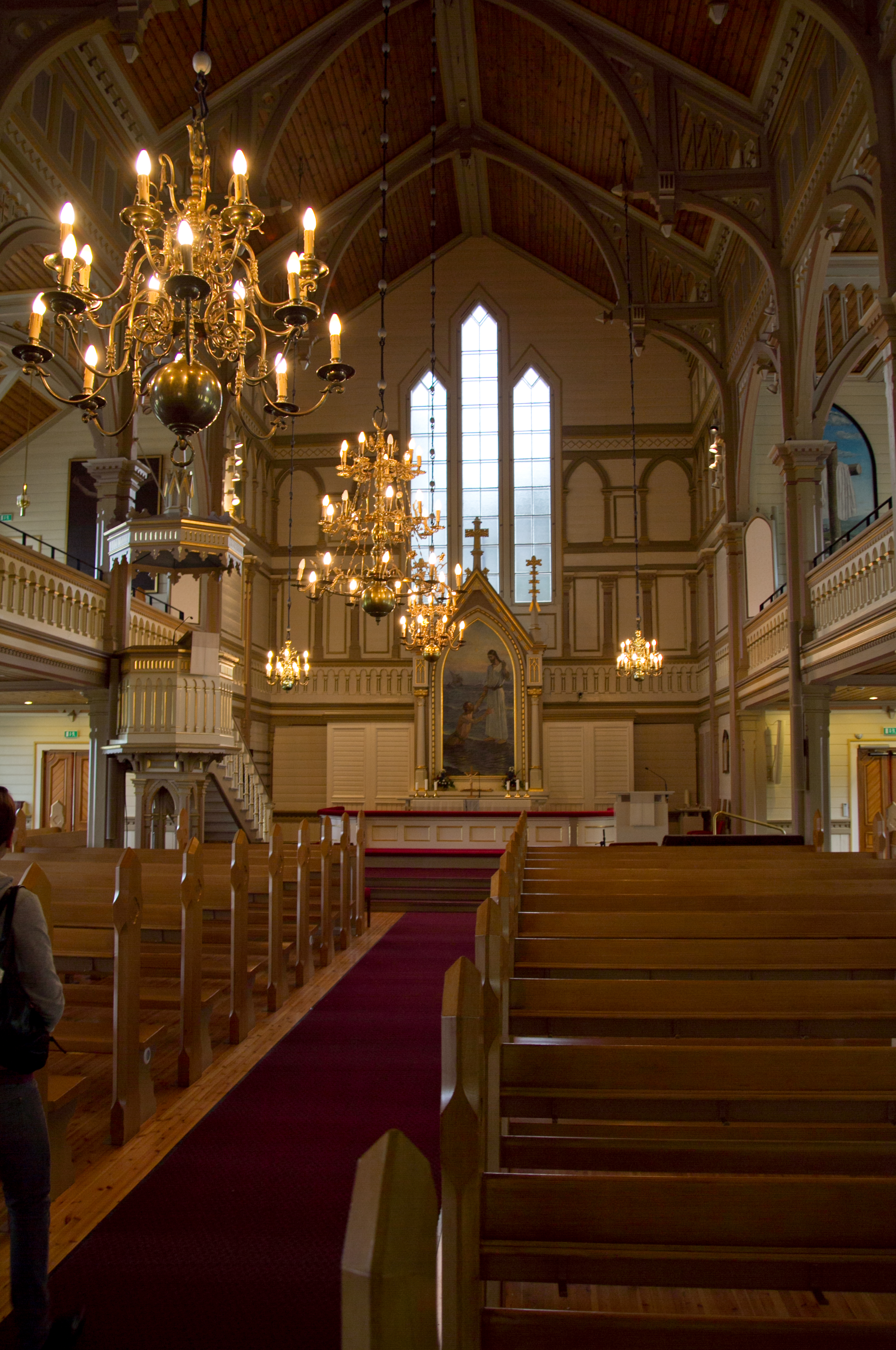